# PrimeFaces
PrimeFaces è una suite di componenti open source per la realizzazione dell'interfaccia utente di applicazioni web basate sulla tecnologia Java Server Faces. È sviluppata dalla PrimeTek.
Offre: oltre 100 componenti per l'interfaccia utente, la possibilità di utilizzare il framework AJAX, un kit per l'interfaccia utente in ambito mobile (smartphones e tablets), un framework per la tecnologia Push, un framework per la tecnologia Dialog, un sistema di validazione client side, un motore per i temi.

## Storia
Lo sviluppo di PrimeFaces prende avvio alla fine del 2008. Il suo predecessore è la libreria YUI4JSF (Yahoo User Interface for Java Server Faces), un insieme di componenti JSF basati sulla libreria JavaScript YUI (Yahoo User Interface). Lo sviluppo di YUI4JSF è stato interrotto a favore di PrimeFaces nel 2009. PrimeFaces è stata da sempre supportata nel mondo Oracle.

## Risorse
- L'uso dei componenti di PrimeFaces per la realizzazione di un'interfaccia utente viene mostrato al link http://www.primefaces.org/showcase/ da cui è anche possibile procedere al download della libreria.
- È disponibile una guida ufficiale fornita da PrimeFaces come documentazione di riferimento.

## Licenza
Apache License 2.0.
A pagamento il supporto esteso, temi e layouts aggiornati.